# ساول فرناندز
ساول فرناندز (انگلیسی: Saúl Fernández؛ زادهٔ ۹ آوریل ۱۹۸۵) بازیکن فوتبال اهل اسپانیا است.
از باشگاه‌هایی که در آن بازی کرده‌است می‌توان به باشگاه فوتبال لوانته، باشگاه فوتبال الچه، باشگاه فوتبال پومفرادینا، باشگاه فوتبال دپورتیوو لاکرونیا، و باشگاه فوتبال مالاگا اشاره کرد.
وی همچنین در تیم ملی فوتبال زیر ۱۹ سال اسپانیا بازی کرده‌است.